# Cardamine flexuosa
Espèce
Cardamine flexuosa, la Cardamine flexueuse ou Cardamine des bois, est une espèce de plantes herbacées de la famille des Brassicacées.

## Synonymie
- Cardamine sylvatica Link
- Cardamine hirsuta subsp. sylvatica (Link) Syme.

## Description
La cardamine flexueuse est une plante herbacée bisannuelle, rarement annuelle, à tige généralement poilue, surtout dans le bas. Les feuilles basales à 7-13 folioles, ne sont pas disposées en rosette et sont plus petites que les feuilles caulinaires, qui ont 11-15 folioles. Les siliques mûres, qui font un angle avec leur pédicelle, ne dépassent pas ou peu les fleurs épanouies. 
La distinction de cette espèce par rapport à la cardamine hirsute ou c. hérissée (Cardamine hirsuta) n'est pas toujours facile. La cardamine flexueuse peut atteindre une taille supérieure (jusqu'à 40 cm) et la floraison est plus tardive (avril-juillet) ; elle préfère les bois humides et les talus ombragés.

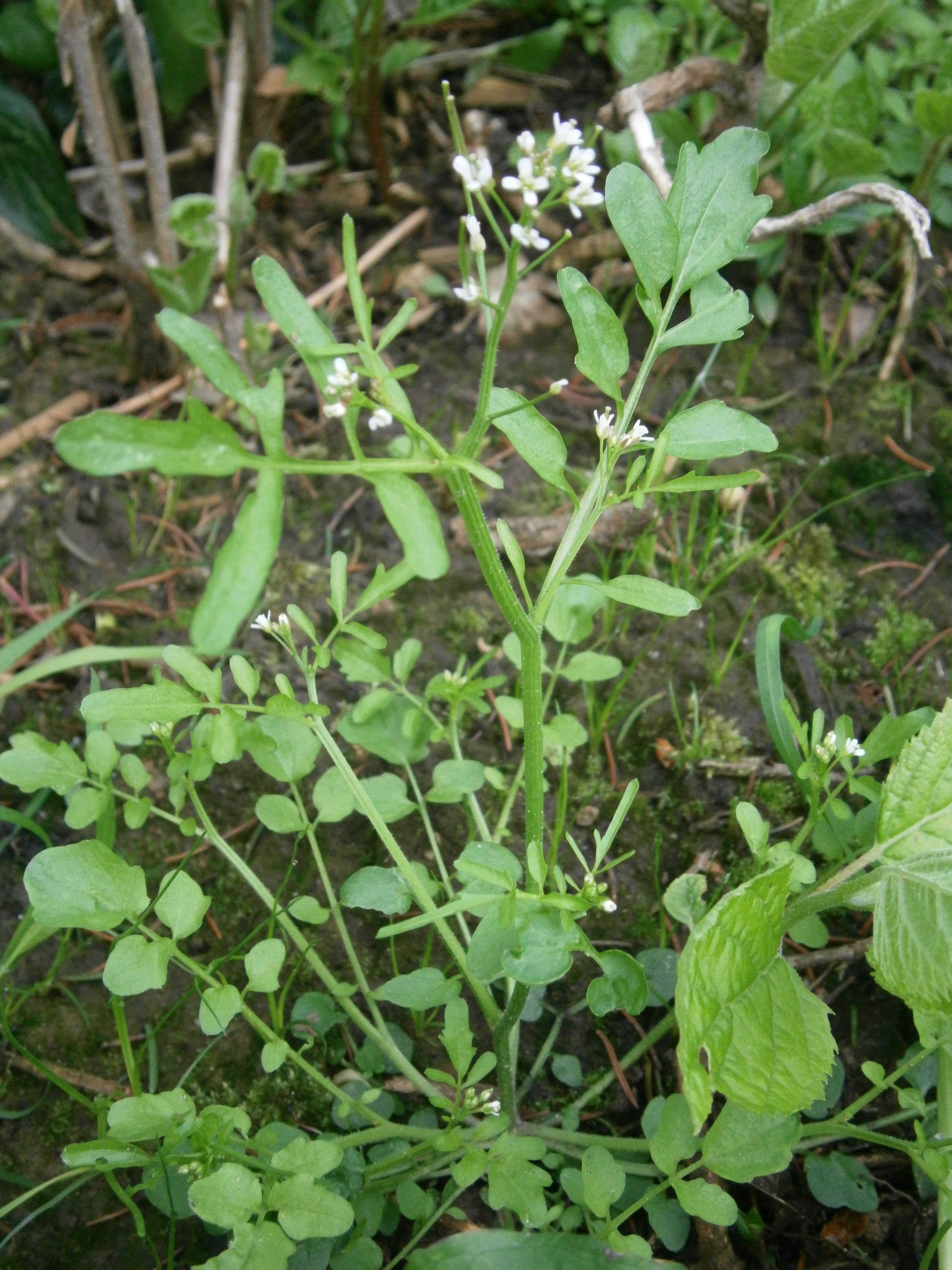
Plante entière, montrant la tige flexueuse.
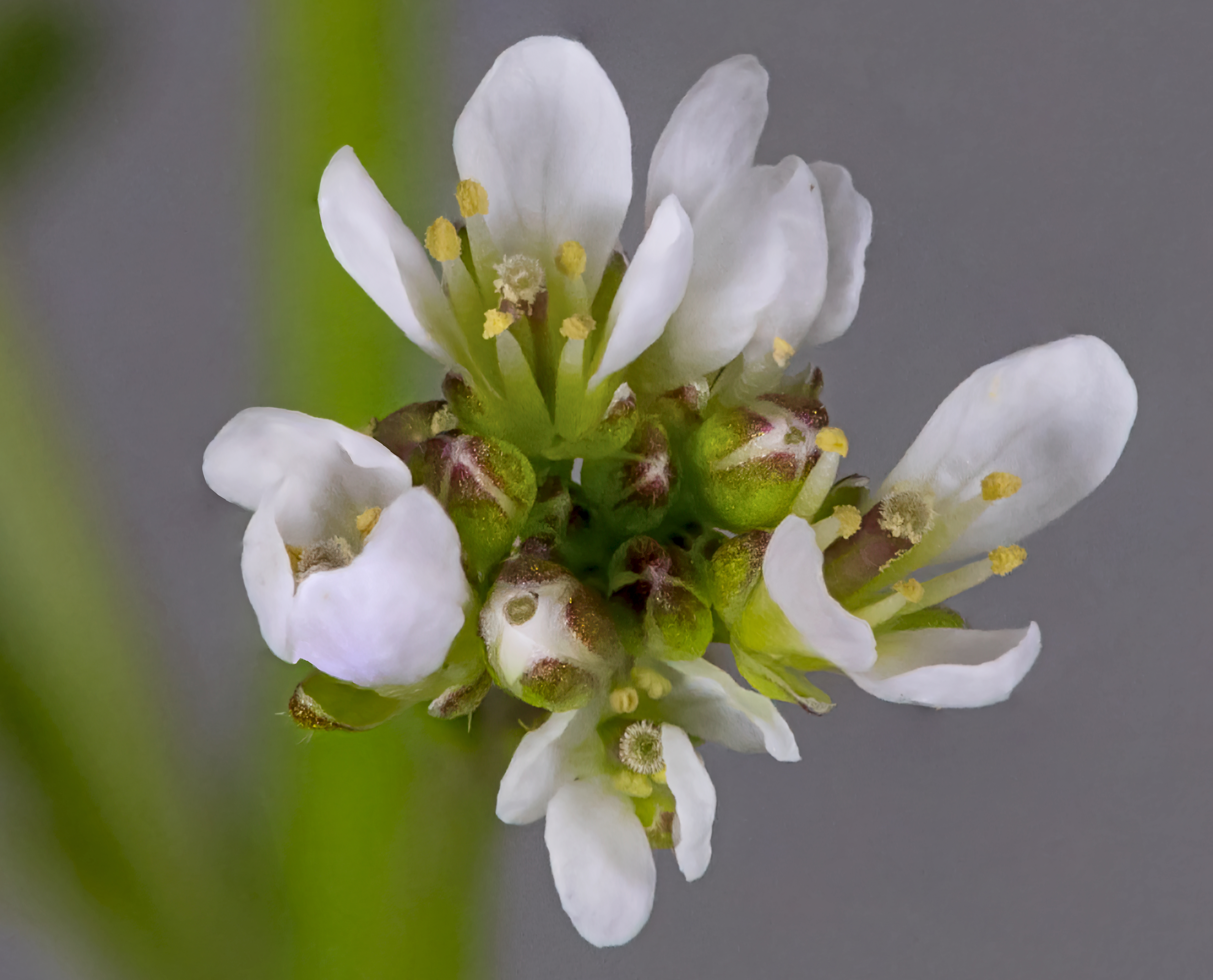
Inflorescence.
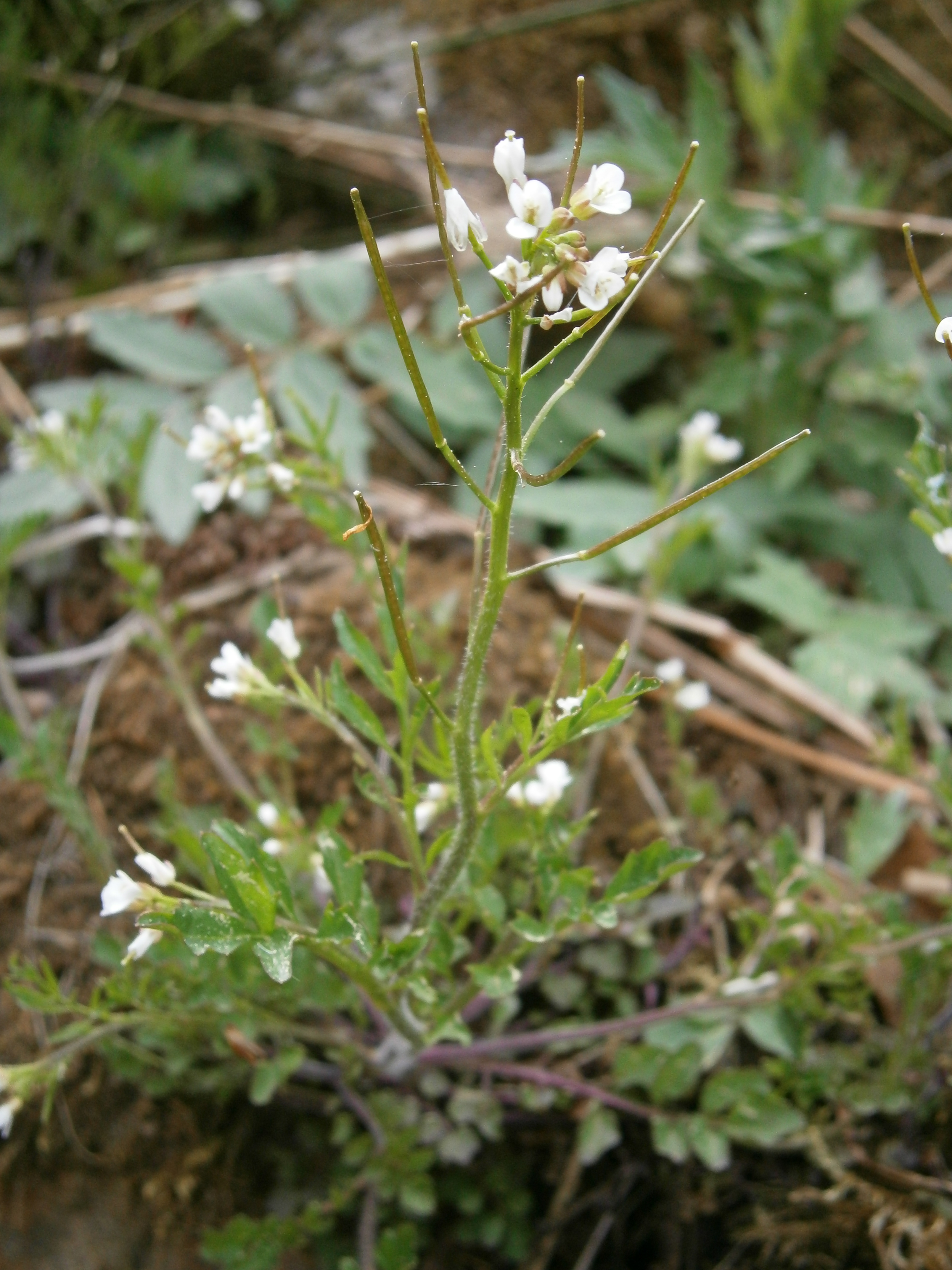
Plante avec des siliques mûres.